# Intern konversion
Intern konversion (engelsk internal conversion, IC) er en fysisk proces i forbindelse med radioaktivitet.
En atomkerne, som har overskud af energi (en exciteret tilstand) kan henfalde ved gammahenfald eller ved intern konversion. Ved gammahenfald udsendes den overskydende energi som en foton. Ved intern konversion overføres energien i stedet til en af atomets elektroner, som flyver væk med høj fart.:341 
Intern konversion er ikke det samme som et betahenfald. Ved et betahenfald udsendes en (nydannet) elektron fra atomkernen, ved intern konversion udsendes en (eksisterende) elektron fra en en af atomes elektronskaller.
Der er heller ikke tale om, at kernen først udsender en gammastråle, som så absorberes af en elektron i bane om kernen. Energi-overførslen fra kerne til elektron sker som én proces, ikke i to trin.:341 
Gammahenfald og intern konversion er konkurrerende henfaldsprocesser. En given exciteret atomkerne har så en vis sandsynlighed for hver af de to processer.